# 10-20-System

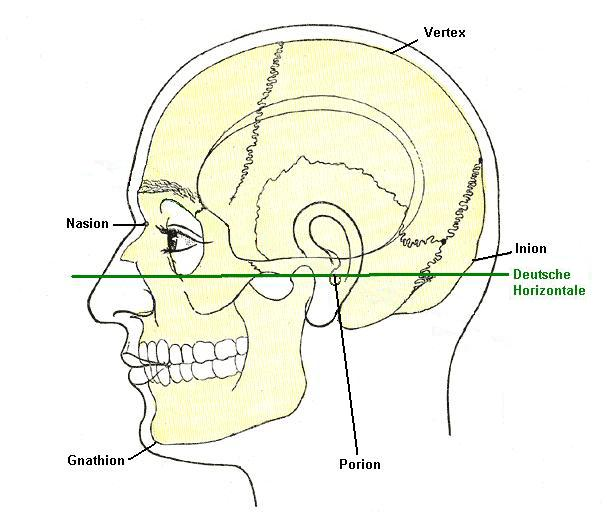
Zeichnung des Schädels mit Lage des Nasion und des Inion

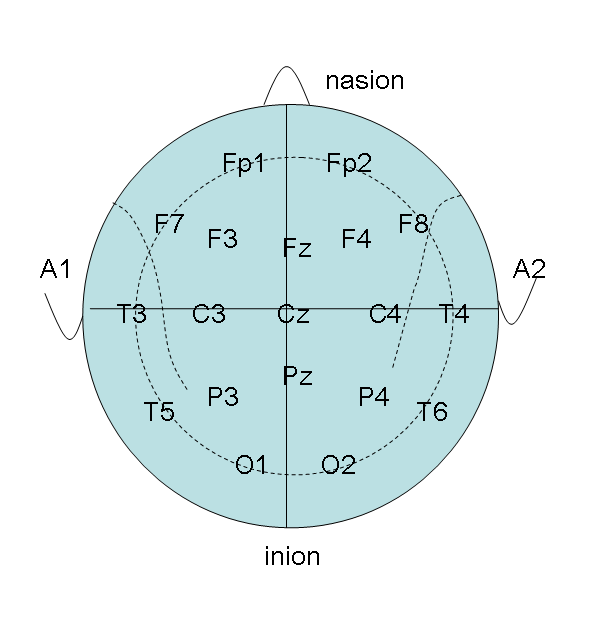
Elektrodenpositionen im 10-20-System

Das 10-20-System wird bei der Elektroenzephalografie (EEG) zur Platzierung der Elektroden auf der Kopfhaut verwendet.
Bei der Untersuchung mit dem EEG werden Elektroden an bestimmte Stellen der Schädeloberfläche angebracht, um die kortikale elektrische Aktivität zu messen. Da die Schädelform und -größe jedoch von Mensch zu Mensch sehr unterschiedlich ist, musste ein relatives System definiert werden, welches vergleichbare Ergebnisse ermöglicht. Herbert Jasper erfand ein solches System, das bis heute Verwendung findet.
Der Schädelknochen wird vom Nasion bis zum Inion entlang der Schädeldecke gemessen. Den Wert dieser Strecke nimmt man als 100 Prozent an. Nun teilt man diesen auf. Vom Nasion geht man 10 Prozent in Richtung Inion, dann vier weitere 20-Prozent-Schritte und am Schluss wieder 10 Prozent. Daher der Name 10-20-System. Genauso verfährt man auf der Linie zwischen den beiden (vor den Ohren gelegenen) präaurikulären Punkten. Ausgehend von diesen Koordinaten werden die Elektroden auf der Kopfhaut angebracht.